# Mostki (województwo lubuskie)
Mostki (niem. Möstchen) – wieś w Polsce położona w województwie lubuskim, w powiecie świebodzińskim, w gminie Lubrza.
W latach 1954–1958 wieś należała i była siedzibą władz gromady Mostki, po jej zniesieniu w gromadzie Wilkowo. W latach 1975–1998 miejscowość administracyjnie należała do województwa zielonogórskiego.

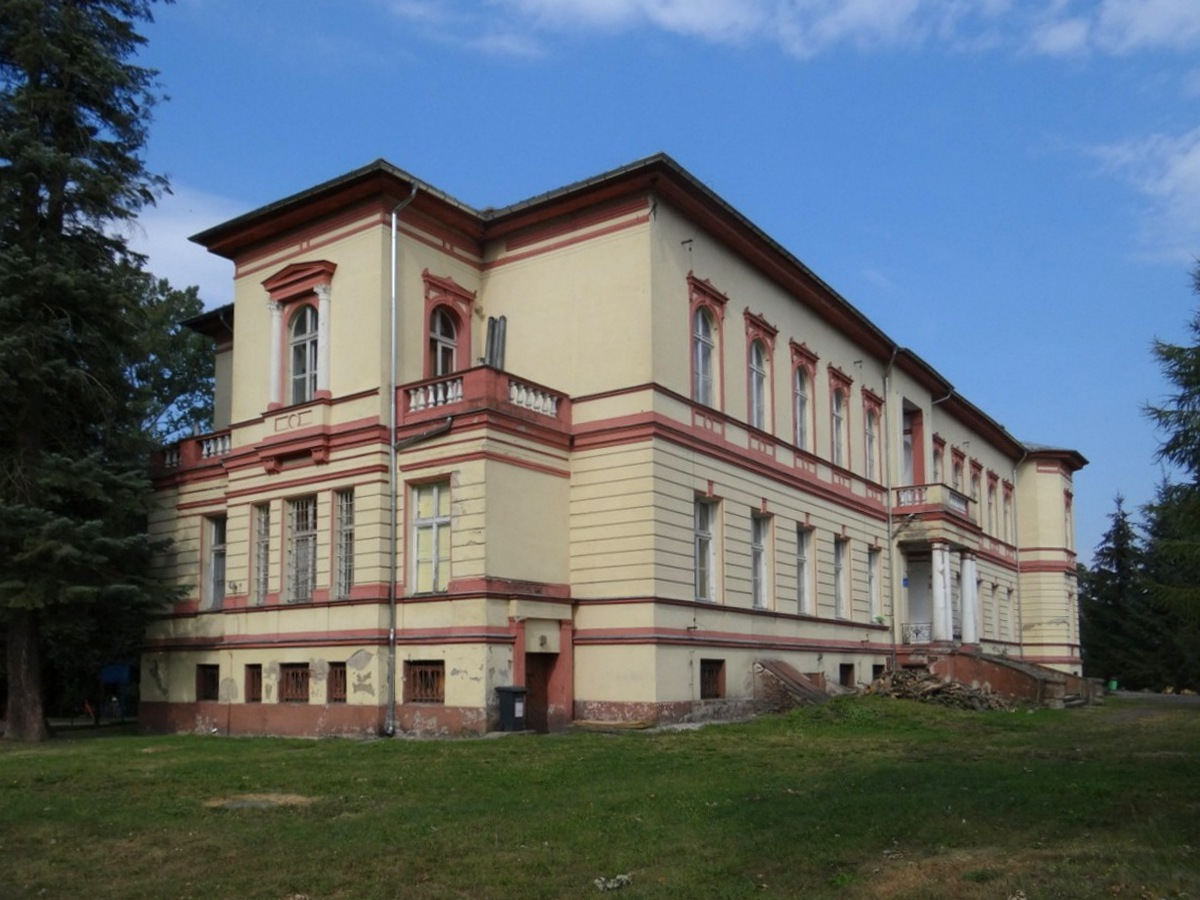
Pałac, w którym mieści się szkoła podstawowa i przedszkole w Mostkach

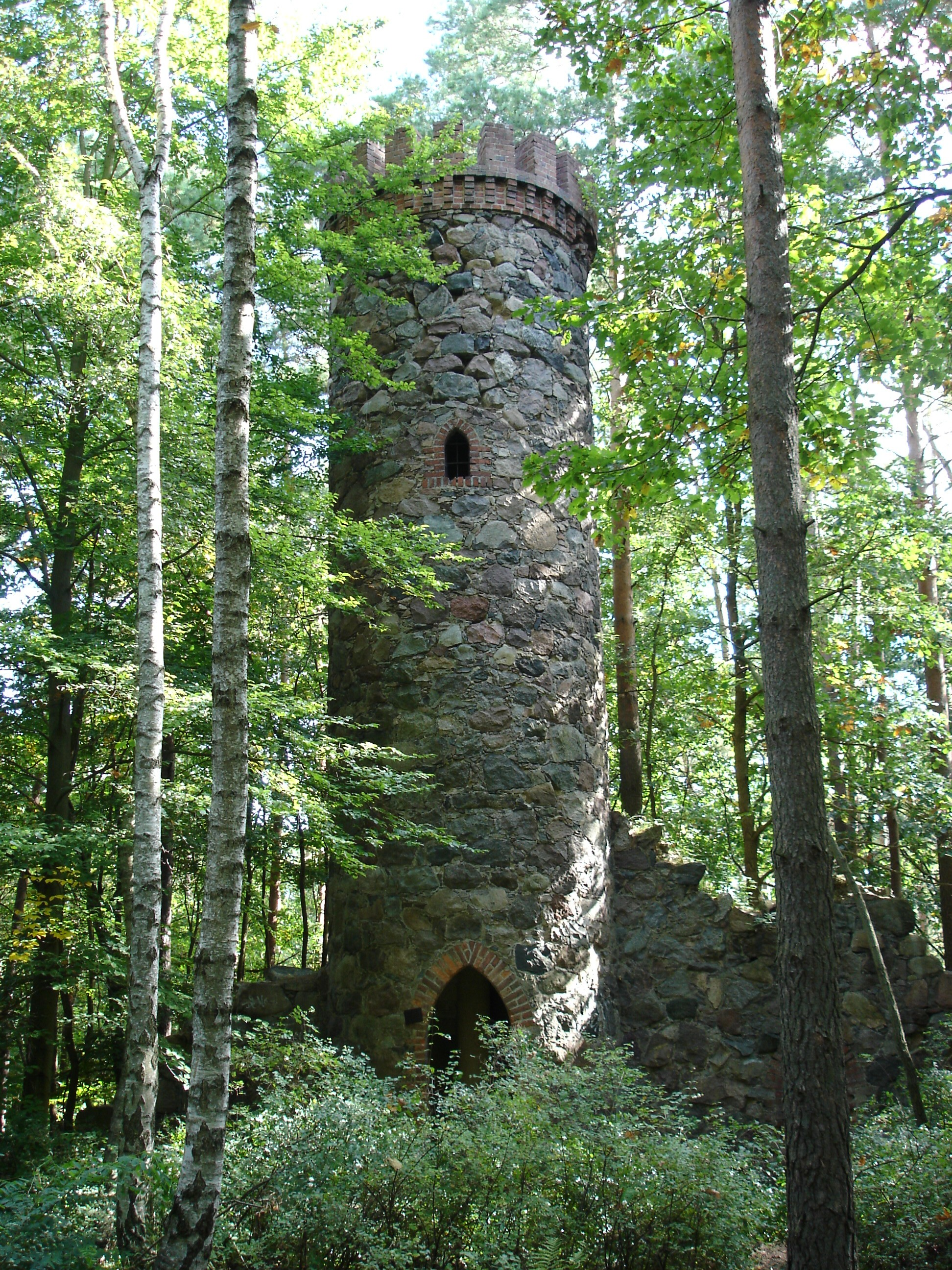
Wieża widokowa w Mostkach

Przez wieś przebiega droga krajowa nr 92 oraz linia kolejowa nr 3 o znaczeniu magistralnym Warszawa – Berlin. W odniesieniu do samej miejscowości linia ta ma charakter głównie tranzytowy, w Mostkach funkcjonuje przystanek kolejowy obsługiwany przez koleje regionalne. We wsi oraz w jej okolicach istnieje dobrze rozwinięta sieć infrastruktury gastronomicznej najczęściej w postaci kompleksów handlowo-usługowych przeznaczonych głównie dla kierowców samochodów ciężarowych.

## Historia
Pierwsza wzmianka o wsi pochodzi z 1470 roku i dotyczy sprzedaży dóbr rodziny von Laben dla Jana Lasoty (Lasseth). Miejscowość znajduje się przy dawnym trakcie handlowym z Poznania do Frankfurtu nad Odrą. W 1657 roku we wsi osiedliła się grupa wydalonych z Polski arian. Pochodzili oni z okolic Bobowicka koło Międzyrzecza.

## Zabytki
Do wojewódzkiego rejestru zabytków wpisane są:
- kościół ewangelicki, obecnie rzymskokatolicki filialny pod wezwaniem MB Częstochowskiej, o konstrukcji szachulcowo-murowanej, wzniesiony około 1832 roku; neogotycka wieża dostawiona około połowy XIX wieku
- zespół pałacowy:
  - pałac, z lat 1870-80, wzniesiony w drugiej połowie XIX wieku w stylu neorenesansowym; murowany, piętrowy z wnętrzami o bogatym wystroju sztukatorskim; obecnie siedziba szkoły podstawowej
  - park, z otaczającymi łąkami, z 1838 roku
- dom nr 11

inne zabytki:
- wieża widokowa, zwana błędnie wieżą Bismarcka, prawdopodobnie z ok. 1864, 1,5 km od wsi; krajobraz przesłaniają drzewa[6]
- Bunkry będące elementami grupy warownej Lietzmann wysadzone po II wojnie światowej, zamknięte dla zwiedzających, oraz jeden zachowany na prywatnej posesji[7].

## Ludność
Źródło:.
Skokowy wzrost liczby mieszkańców pomiędzy 2023, a 2024 rokiem wynika głównie z napływu osób z zagranicy zameldowanych w tutejszych hotelach pracowniczych.

## Sport
W Mostkach działa klub piłkarski Ludowy Zespół Sportowy „Zorza” Mostki, który w sezonie 2019/2020 występuje w A klasie, grupa Zielona Góra. Zespół rozgrywa swoje mecze na stadionie o pojemności 1000 miejsc (w tym ponad 500 siedzących), który położony jest w kompleksie Port 2000 w Mostkach.
Od 2007 do 2017 roku swoją siedzibę miał tu także piłkarski Klub Sportowy „Formacja Port 2000” Mostki, który występował m.in. w III lidze (IV poziom rozgrywek).